# Monumento a los Mártires (Bogotá)
El Monumento a los Mártires de la Independencia es un obelisco de 17 m de altura en cuyos muros se encuentran los nombres de los mártires de la independencia de Colombia. Se encuentra situado en el centro de la plaza de Los Mártires, en la avenida Caracas, entre las calles 10 y 11 de la localidad de Los Mártires del centro de Bogotá. Su autor es el arquitecto Thomas Reed, y su ejecutor Mario Lambardi, que respetó el diseño original. Se inauguró el 4 de marzo de 1880.

## Historia
En 1850 la Cámara Provincial de Bogotá ordenó mediante una ordenanza que en el lugar conocido como la "Huerta de Jaime" se pasara a llamar la Plaza de Los Mártires, precisando que en su centro se debía levantar un obelisco de piedra, en el cual se debían inscribir "los nombres de los próceres de la consagración pública que allí murieron por su amor a la independencia de América", entre ellos, Mercedes Abrego, Camilo Torres Tenorio y Francisco José de Caldas, fusilados por el ejército español comandado por Pablo Morillo.
Por su parte, el 20 de julio de 1872 el entonces presidente Manuel Murillo Toro puso la primera piedra del obelisco, que se terminaría en 1880 durante el gobierno de Julián Trujillo. 
En sus orígenes, al monumento lo rodeaba una verja, contando en cada esquina con cuatro figuras femeninas, cada una de las cuales representaba la paz, la gloria, la justicia y la libertad, que más adelante se retiraron y trasladaron a Bosa, en el actual suroriente de la ciudad. En el centro de cada uno de los cuatro basamentos se instalaron otras tantas urnas, con los nombres de los mártires.
El parque sufrió una reforma entre 1917 y 1919, cuando la sociedad de Mejoras y Ornato de Bogotá, y otra entre 1927 y 1928. En el marco de esas mejoras, se construyeron andenes, camellones, el retiro del carrusel y un espejo de agua, realizándose asimismo algunas reparaciones al obelisco. Por su parte, en 1959 se ordenó la reconstrucción del parque para celebrar los ciento cincuenta años de la Independencia, desplazándose veinte metros el monumento hacia su zona oriental. Con la construcción de la avenida Caracas, cuando la plaza quedó dividida en dos partes, el obelisco fue de nuevo desplazado hacia el costado occidental, junto a la basílica del Voto Nacional.
Durante la segunda mitad del siglo XX, el obelisco se ha visto afectado por el deterioro urbano y económico que ha sufrido la localidad de Los Mártires. En 2008 la alcaldía local restauró el monumento en el marco de la recuperación del sector, que llegó a encontrarse en las inmediaciones de la calle del Cartucho.

## Galería

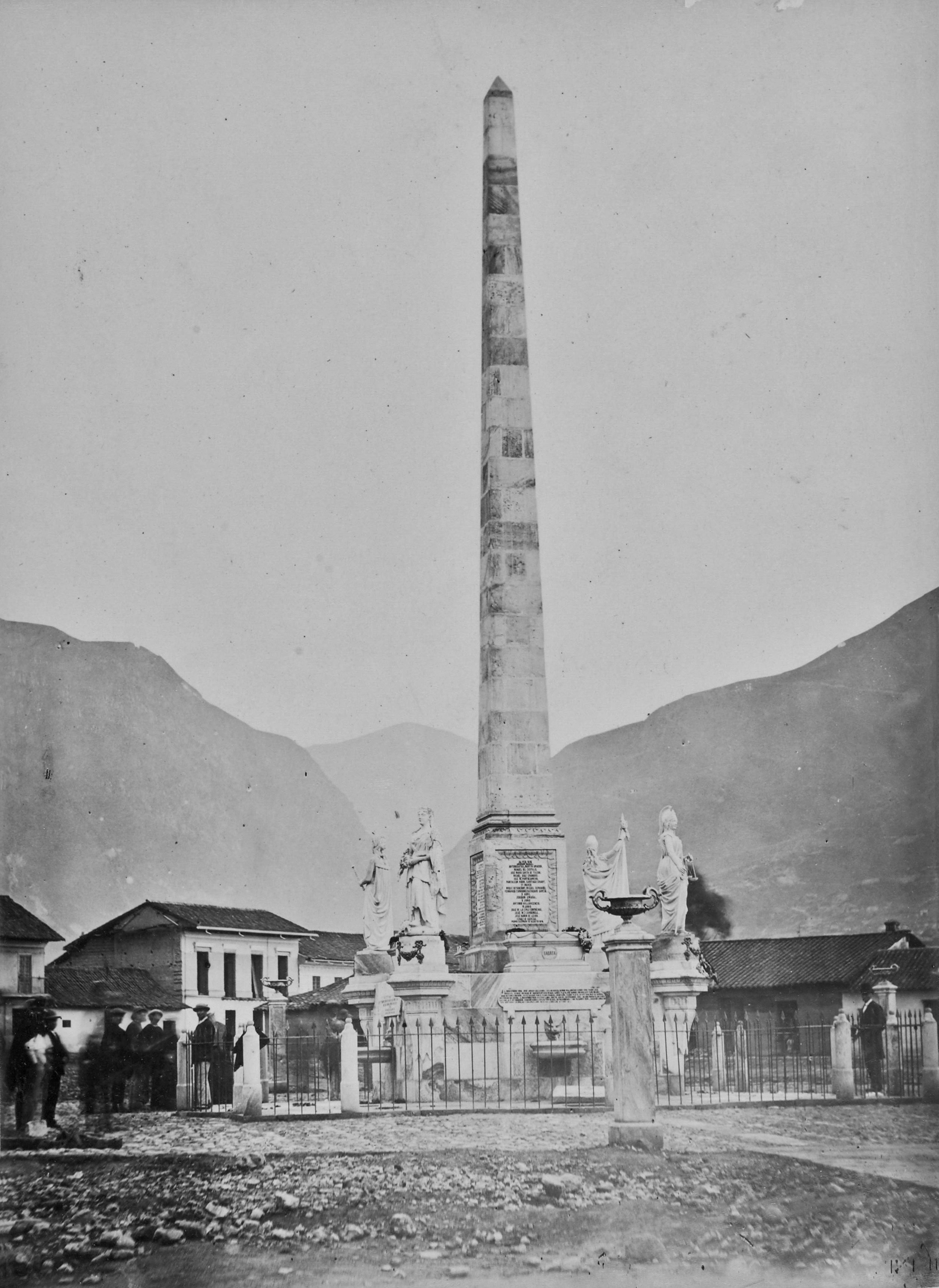
En el siglo XIX
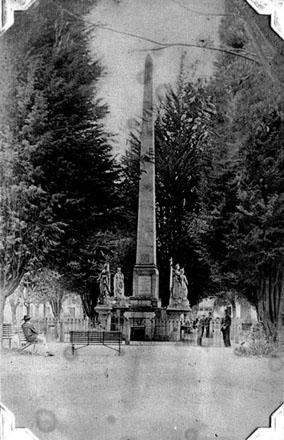
En 1889
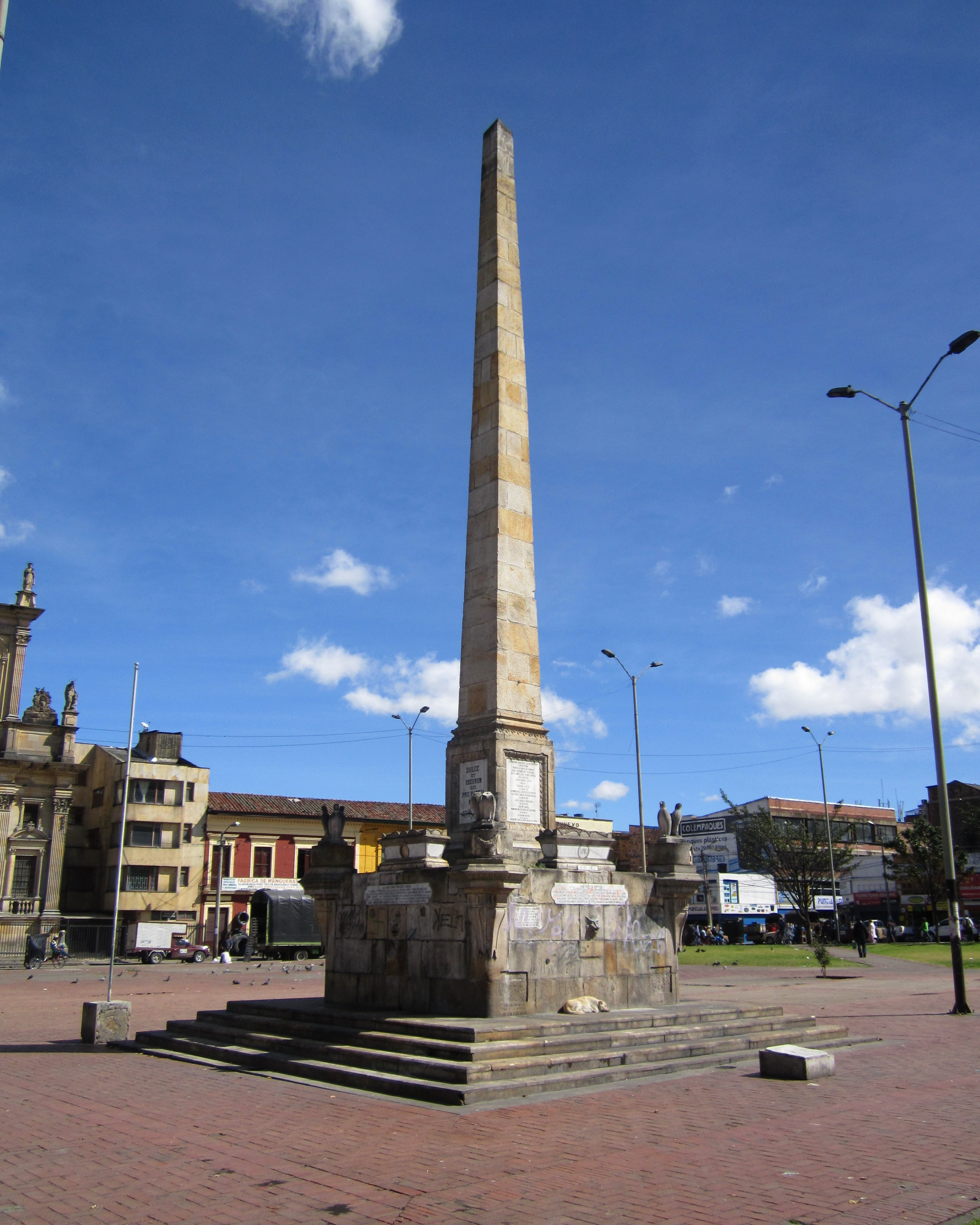
Costado oriental
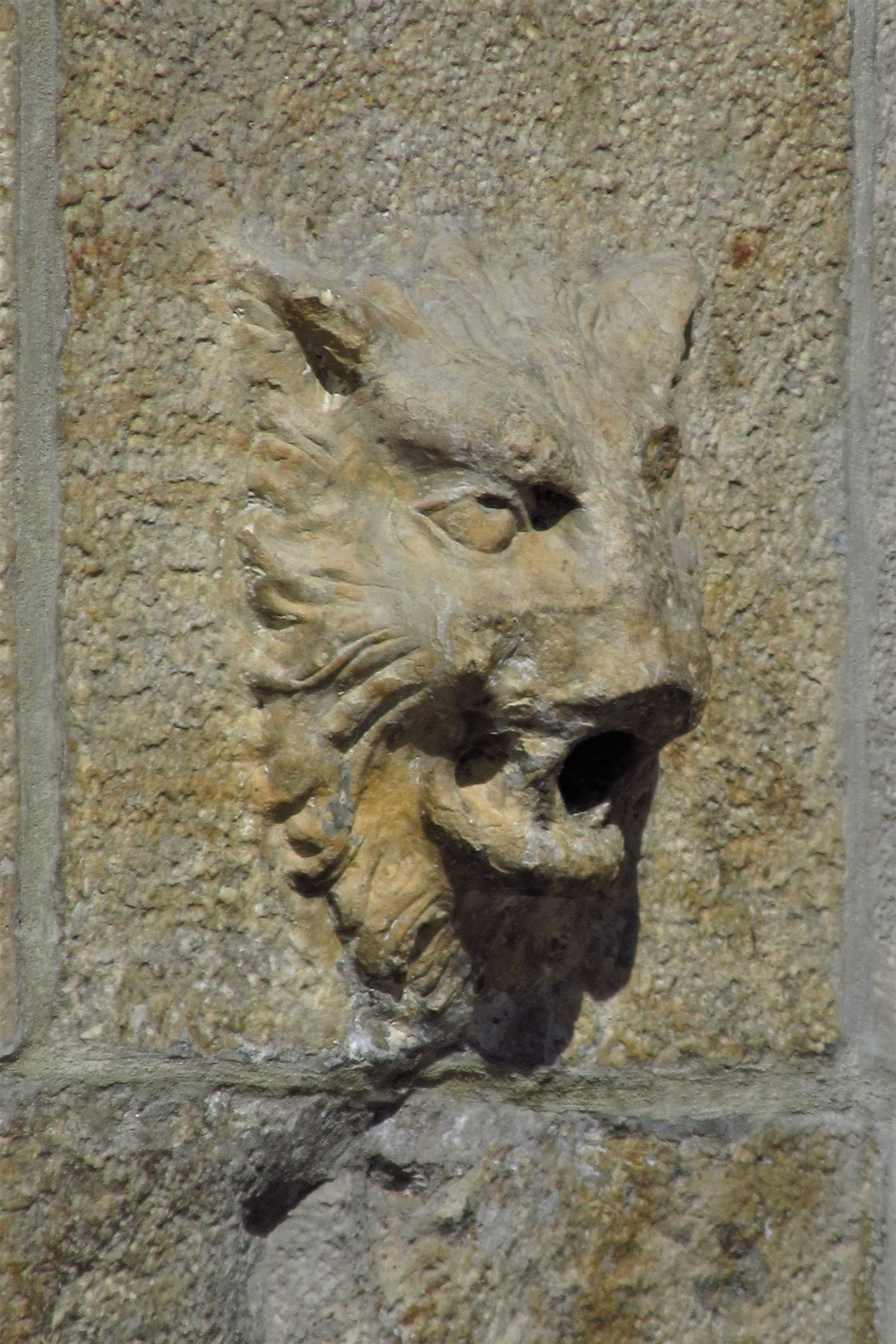
Detalle escultórico